# Hadena rufescens
Hadena rufescens là một loài bướm đêm trong họ Noctuidae.